# Мишакова, Вера Фёдоровна
Вера Фёдоровна Мишакова (27 сентября 1930 — 29 декабря 2003) — передовик советского сельского хозяйства, звеньевая колхоза имени Будённого Мелитопольского района Запорожской области, Герой Социалистического Труда (1952).

## Биография
Родилась в 1930 году в посёлке Петропавловский, ныне село Петропавловка Купинского района Новосибирской области в семье русского колхозника. Детство и юность, в том числе в годы Великой Отечественной войны прошли в родном посёлке.
Ещё до войны переехала вместе с семьёй  на постоянное место жительство на Украину. Находилась на оккупированной территории, работала в сельском хозяйстве. После войны стала работать звеньевой колхоза имени Будённого Мелитопольского района Запорожской области Украинской ССР. В 1951 году проявила себя и показала высокие результаты в труде, получила урожай хлопка 11,8 центнера с гектара на площади 15 гектаров.
За получение высоких урожаев хлопка на неполивных землях в 1951 году при выполнении колхозами обязательных поставок и контрактации по всем видам сельскохозяйственной продукции, натуроплаты за работу МТС и обеспеченности семенами всех культур для весеннего сева 1952 года, Указом Президиума Верховного Совета СССР от 21 мая 1952 года Вере Фёдоровне Мишаковой было присвоено звание Героя Социалистического Труда с вручением ордена Ленина и золотой медали «Серп и Молот».
В дальнейшем продолжала трудовую деятельность, показывала высокие результаты в труде. Позже перешла работать на ферму, сначала дояркой, а затем была назначена бригадиром. Была делегатом 3-го Всесоюзного съезда колхозников в 1969 году.
Проживала в селе Прилуковка Мелитопольского района Запорожской области. Умерла 29 декабря 2003 года.

## Награды
За трудовые успехи удостоен:
- золотая звезда «Серп и Молот» (21.05.1952),
- орден Ленина (21.05.1952),
- другие медали.